# Pristimantis subsigillatus
Pristimantis subsigillatus es una especie de anfibio anuro de la familia Craugastoridae.

## Distribución
Esta especie habita entre los 100 y 670 m de altitud:
- en el oeste de Ecuador desde la provincia de Esmeraldas hasta la provincia de Guayas;
- en Colombia en los departamentos de Cauca y Nariño.[4]

## Descripción
El holotipo femenino mide 35 mm.

## Publicación original
- Boulenger, 1902 : Descriptions of new Batrachians and Reptiles from North-western Ecuador. Annals and Magazine of Natural History, sér. 7, vol. 9, p. 51-57[5]